# لولا پاندا
لولا پاندا (انگلیسی: Lola Panda) یک بازی ویدئویی آموزشی تک‌نفره برای سکو‌های آی‌اواس، اواس ده، ویندوز ۸، اندروید، نینتندو ۳دی‌اس، نینتندو دی‌اس‌آی، اس۶۰ و می‌گو می‌باشد که توسط بی‌زی توسعه و نشر پیدا کرده است.
لولا پاندا از زمان انتشارش تا اوت ۲۰۱۲ بیش از یک میلیون بار دانلود شد.